# Coupe de Tunisie de football 1963-1964
Navigation
Coupe de Tunisie 1962-1963 Coupe de Tunisie 1964-1965
La Coupe de Tunisie de football 1963-1964 est la 9e édition de la coupe de Tunisie depuis 1956, et la 34e au total. Elle est organisée par la Fédération tunisienne de football (FTF).
Sa finale oppose l'Espérance sportive de Tunis et le Club sportif de Hammam Lif qui évolue cette saison-là en seconde division.

## Résultats

### Troisième tour éliminatoire
Il se déroule avec la participation de quatorze clubs qualifiés des tours précédents et des 24 clubs de division II.
- Club sportif de Hammam Lif - Olympique de Béja : 3 - 0
- Stade populaire - Sporting Club de Ben Arous : 2 - 0
- La Palme sportive de Tozeur - Olympique de Médenine : 5 - 0
- Football Club de Jérissa  - Olympique du Kef : 1 - 0
- Association sportive de l'Ariana - Espérance sportive de Zarzis : 7 - 2
- Association sportive souk-arbienne - Stade nabeulien : 10 - 1
- Stade africain de Menzel Bourguiba  - Monopoles Athlétique Club : 2 - 1
- El Makarem de Mahdia bat Stade sportif sfaxien
- Jeunesse sportive kairouanaise - Association sportive de Djerba : 3 - 0
- Club sportif des cheminots - Sporting Club de Moknine : 4 - 1
- Grombalia Sports - Croissant sportif d'Akouda : 4 - 0
- Étoile sportive de Métlaoui  - Croissant sportif de M'saken : 3 - 1
- Patriote de Sousse - Stade gabésien : 4 - 1
- Union sportive musulmane  - Espoir sportif de Hammam Sousse : 3 - 0
- Football Mdhilla Club - Al Hilal : 5 - 3
- Club olympique tunisien - Union sportive de Ben Guerdane : 6 - 2
- Al Mansoura Chaâbia de Hammam Lif  - Widad athlétique de Tunis : 0 - 0 (qualification aux corners)
- Club olympique du Kram - Association sportive de Ghardimaou : 3 - 2
- Association Mégrine Sport - Jeunesse sportive de Tebourba : 1 - 0

### Seizièmes de finale
Ce tour réunit 19 qualifiés du tour précédent et onze clubs de division nationale. L’Étoile sportive du Sahel, en tant que détenteur du titre, est qualifiée d’office pour les huitièmes de finale.
| Équipe 1                           | Équipe 2                         | Score 90'          |
| ---------------------------------- | -------------------------------- | ------------------ |
| Club sportif de Hammam Lif         | Stade populaire                  | 3 - 2              |
| Club sportif sfaxien               | La Palme sportive de Tozeur      | 8 - 0              |
| Football Club de Jérissa           | Club africain                    | 2 - 1              |
| Sfax railway sport                 | Association sportive de l'Ariana | 1 - 0              |
| Association sportive souk-arbienne | En-Nadi Ahly de Mateur           | 2 - 1              |
| Union sportive tunisienne          | Union sportive monastirienne     | 2 - 1              |
| Avenir sportif de La Marsa         | Stade soussien                   | 1 - 0              |
| Stade africain de Menzel Bourguiba | El Makarem de Mahdia             | 2 - 1              |
| Jeunesse sportive kairouanaise     | Club sportif des cheminots       | 3 - 3              |
| Club sportif des cheminots         | Jeunesse sportive kairouanaise   | 2 - 1              |
| Étoile sportive du Sahel           | -                                | Qualifiée d'office |
| Grombalia Sports                   | Club athlétique bizertin         | 2 - 1              |
| Étoile sportive de Métlaoui        | Patriote de Sousse               | 5 - 2              |
| Union sportive musulmane           | Football Mdhilla Club            | 4 - 1              |
| Espérance sportive de Tunis        | Club olympique tunisien          | 1 - 0              |
| Al Mansoura Chaâbia de Hammam Lif  | Club olympique du Kram           | 1 - 0              |
| Stade tunisien                     | Association Mégrine Sport        | 3 - 2              |

### Huitièmes de finale
Les matchs sont disputés le 12 janvier 1964 et le match à rejouer le 25 janvier.
| Équipe 1                           | Équipe 2                           | Score 90' |
| ---------------------------------- | ---------------------------------- | --------- |
| Stade tunisien                     | Club sportif sfaxien               | 2 - 1     |
| Club sportif de Hammam Lif         | Al Mansoura Chaâbia de Hammam Lif  | 1 - 0     |
| Étoile sportive du Sahel           | Union sportive tunisienne          | 1 - 0     |
| Espérance sportive de Tunis        | Union sportive musulmane           | 1 - 0     |
| Sfax railway sport                 | Avenir sportif de La Marsa         | 2 - 2     |
| Avenir sportif de La Marsa         | Sfax railway sport                 | 5 - 0     |
| Étoile sportive de Métlaoui        | Football Club de Jérissa           | 6 - 5     |
| Club sportif des cheminots         | Grombalia Sports                   | 6 - 0     |
| Association sportive souk-arbienne | Stade africain de Menzel Bourguiba | 4 - 1     |

### Quarts de finale
| Date            | Équipe 1                    | Équipe 2                           | Score 90' |
| --------------- | --------------------------- | ---------------------------------- | --------- |
| 9 février 1964  | Club sportif des cheminots  | Avenir sportif de La Marsa         | 6 - 0     |
| 9 février 1964  | Club sportif de Hammam Lif  | Étoile sportive de Métlaoui        | 3 - 0     |
| 9 février 1964  | Espérance sportive de Tunis | Association sportive souk-arbienne | 1 - 0     |
| 9 février 1964  | Étoile sportive du Sahel    | Stade tunisien                     | 1 - 1     |
| 28 février 1964 | Stade tunisien              | Étoile sportive du Sahel           | 2 - 0     |

### Demi-finales
| Date          | Équipe 1                    | Équipe 2                   | Score 90' |
| ------------- | --------------------------- | -------------------------- | --------- |
| 12 avril 1964 | Club sportif de Hammam Lif  | Club sportif des cheminots | 5 - 0     |
| 12 avril 1964 | Espérance sportive de Tunis | Stade tunisien             | 1 - 0     |

### Finale
| Date        | Équipe 1                    | Équipe 2                   | Score 90' |
| ----------- | --------------------------- | -------------------------- | --------- |
| 10 mai 1964 | Espérance sportive de Tunis | Club sportif de Hammam Lif | 1 - 0     |

La finale est arbitrée par Bahri Ben Saïd, secondé par Mustapha Daoud et Mahmoud Khemiri. Le but est marqué par Chedly Laaouini (80e min.).
Les formations alignées sont :
- Espérance sportive de Tunis (entraîneur : Abderrahmane Ben Ezzedine) : Mohamed Larbi Hammami - Fethi Tnanni, Youssef Jaouani alias Baganda, Mohieddine Aloui, Hamadi Touati, Rached Meddeb, Taïeb Mezni, Salah Néji, Abdeljabar Machouche, Chedly Laaouini, Abdessalem Hergli
- Club sportif de Hammam Lif (entraîneur : Louis Pinat) : Abdelwahab Khiari - Hamadi Lâatrous, Fadhel Ben Ammar, Abdelmajid Azaïez, Abderrazak Thraya, Slim Ben Rejeb, Fethi Labbassi, Tahar Mâamer, Mongi Haddad, Kamel Henia, Jameleddine Bouabsa

## Meilleurs buteurs
C’est Salem Remili (Club sportif des cheminots) avec sept buts qui est le meilleur buteur de l’édition devant Mongi Dalhoum (CSS) et Ali Sahnoun (ESM), auteurs de six buts chacun. 